# راندي كيرك
راندي كيرك (بالإنجليزية: Randy Kirk)‏ هو لاعب كرة قدم أمريكية أمريكي، ولد في 27 ديسمبر 1964 في سان خوسيه في الولايات المتحدة.

## وصلات خارجية
- راندي كيرك على موقع مرجع كرة القدم المحترفة.كوم (الإنجليزية)